# Petra (Cipro)
Petra (in greco Πέτρα?;in turco Petre o Taşköy) è un villaggio di Cipro, ora disabitato e in gran parte distrutto, situato de iure nel distretto di Nicosia di Cipro, e de facto nel distretto di Lefke di Cipro del Nord. Sino al suo abbandono, Petra fu sempre un villaggio misto. 
Il villaggio è abbandonato e in rovina.

## Geografia fisica
Si trova a est della città di Lefka e appena a nord della Linea Verde.
Petra è un villaggio nella valle della Solea. Si trova sei chilometri a est della città di Lefka/Lefke e tre chilometri a sud di Elia.

## Origini del nome
In greco Petra significa "roccia". Nel 1958, i turco-ciprioti adottarono il nome alternativo Dereli, che significa "luogo con un ruscello". Tuttavia, nel 1975 i turco-ciprioti cambiarono nuovamente il nome del villaggio, questa volta in Taşköy, che significa "villaggio di roccia".

## Società

### Evoluzione demografica
Il villaggio fu sempre abitato da entrambe le comunità. Nel 1831, i cristiani (greco-ciprioti) costituivano quasi il 62% della popolazione. Questa percentuale aumentò significativamente all'88% alla fine del XIX secolo. Durante il periodo britannico, mentre la popolazione greco-cipriota continuò ad aumentare, quella turco-cipriota ristagnò. Secondo il censimento del 1960 la percentuale greco-cipriota era del 93%.
Tutti gli abitanti turco-ciprioti di Petra/Taşköy furono sfollati nel gennaio-febbraio 1964. Essi fuggirono dal villaggio durante questo periodo e si trasferirono principalmente a Lefka/Lefke e nei vicini villaggi di Angolemi/Taşpınar, ed Elia/Doğancı. Attualmente, come la maggior parte degli sfollati del 1958 o 1964, gli abitanti turco-ciprioti di Petra/Taşköy sono sparsi nella parte settentrionale di Cipro, con tre famiglie a Kalo Chorio (Lefka)/Çamlıköy.
Tutti i greco-ciprioti di questo villaggio furono sfollati nell'agosto 1974, quando fuggirono dall'esercito turco che avanzava. Attualmente, come il resto dei greco-ciprioti sfollati, i greco-ciprioti di Petra/Taşköy sono sparsi nel sud dell'isola, con concentrazioni nelle città. Il numero dei greco-ciprioti di Petra sfollati nel 1974 era di circa 1.000 (966 nel 1960).
Il villaggio è in rovina. Dal 1974, alcune parti del villaggio sono state utilizzate come campo militare.